# 溫德爾山
溫德爾山（英語：Mount Windle），是南極洲的山峰，位於維多利亞地的斯科特海岸，處於費拉爾冰川南岸，屬於皇家學會嶺的一部分，海拔高度1,970米，在1992年由美國南極名稱諮詢委員命名，現時由南極條約體系管理。